# Bullet in the Head (film)
Bullet in the Head è un film del 1990 diretto da John Woo, con Tony Leung Chiu-Wai, Jacky Cheung, Waise Lee, Simon Yam, Fennie Yuen.

## Trama
Guerra del Vietnam, 1967. Tre giovani amici scappano da Hong Kong a Saigon, dove cercano di sopravvivere tra criminalità e mercato nero. Ma la guerra li "insegue" e vengono arrestati perché sospettati di aiutare i Vietcong; dopo essere stati rilasciati vengono rapiti dai Vietcong stessi. 

Il film racconta della guerra e di un gruppo di amici che cercano di viverci dentro e la conseguente perdita d'innocenza.

## Censura
Il primo montaggio di Woo durava approssimativamente tre ore. La Golden Princess chiese al regista di rimontarlo per renderlo di una lunghezza commercialmente più accettabile. Il film esiste in diverse versioni per venire incontro alle censure dei diversi paesi in cui il film è stato distribuito.

### Scene censurate o tagliate
Questa è una lista delle scene censurate o tagliate per ridurre la durata della pellicola:
1. Ben cammina su delle impronte numerate stampate su di un tappeto per insegnare un ballo. (8 secondi)
2. Ben dà alcune istruzioni ai suoi studenti di danza. (7 secondi).
3. Ben vede la madre di Frank picchiarlo in testa con una scarpa. Frank è buttato fuori casa dai genitori. (32 secondi)
4. Ben e Frank dicono a Paul che uccideranno Ringo inframezzate da scene della moglie di Ben a casa da sola. (36 secondi).
5. Scene di guerriglia dopo l'esplosione della bomba e il ferimento dell'artificere. (12 secondi)
6. Dopo l'uccisione del giovane vietnamita, Frank vomita. (37 secondi)
7. Panoramica sulla camera di Luke. (16 secondi)
8. Altre inquadrature di Ben che guarda la rivolta. (8 secondi)
9. Ulteriori riprese di una manifestazione (4 secondi)
10. Un manifestante è picchiato a sangue. (2 secondi)
11. Il manifestante è portato via. (2 secondi)
12. Delle persone si aggrappano al cancello del consolato. (1 secondo)
13. Ben salva la cantante di Hong Kong da una sommossa. Ha un flashback di sua moglie a Hong Kong e capisce che tutti e due i luoghi sono in tumulto. (29 secondi)
14. Dopo che Frank ha bevuto un'intera bottiglia di liquore, il boss fa bere ai ragazzi un bicchiere di urina. (1 minuto e 41 secondi)
15. Dopo l'inizio della sparatoria, Ben rovescia un bicchiere d'urina sulla testa del boss. (6 secondi)
16. Rapida inquadratura del piede di Paul sulla cassa metallica con l'oro. (1 secondo)
17. Paul osserva la sparatoria. Prende la cassa metallica con l'oro. (3 secondi)
18. Riprese di una macchina che procede verso la spiaggia. Procede poi verso la cinepresa. Non è presente nella version bootleg. (3 secondi)
19. Sulla spiaggia Paul urla a Luke e Frank urla a Paul. (43 secondi)
20. Frank esorta Ben a correre più veloce verso la barca. (3 secondi)
21. Ulteriori inquadrature di Ben che corre verso la barca. (9 secondi)
22. Quando il passaporto della cantante del night club cade nell'acqua, si sente una delle sue canzoni. La differenza in questa scena è nella colonna sonora. La versione di Hong Kong ha i sottotitoli della canzone, ma non la canzone stessa.
23. Paul cerca di prendere l'oro prima di saltare dalla barca. (8 secondi)
24. Il soldato con il bazooka lo ricarica e spara. (8 secondi)
25. Ulteriore scena di Luke con un M-16 in mano (7 seconds)
26. Un soldato viene ucciso mentre cerca di scappare dal campo di prigionieri di guerra. (36 secondi)
27. I soldati corrono attraverso un campo in cerca del campo dei prigionieri di guerra. Gli attori corrono verso la cinepresa. La scena non è presente nella versione bootleg estesa, ma è presente nella versione di Hong Kong. (12 secondi)
28. Paul parte in barca dopo una sparatoria in un piccolo villaggio. Ben è lasciato e creduto morto. Viene salvato da dei monaci che lo guariscono. (2 minuti e 4 secondi)
29. Dopo che Frank ha ucciso il suo bersaglio, compra della droga, se la spara e ritorna nella sua abitazione. Luke e Paul lo trovano. (1 minuto e 50 secondi)
30. Ben cerca di rientrare in sintonia con Frank. Gli spiega che sono fratelli e che hanno fatto tutto insieme. Ben parla del modo in cui i genitori di Frank l'hanno trattato. (2 minuti e 34 secondi)
31. Ben ritorna a Hong Kong. Cammina fra la folla. Carri armati e gente tutto intorno. La scena è presente nella versione di Hong Kong ma è più breve (1 minuto e 19 secondi).
32. Nella sala del consiglio Ben afferra Paul e gli spara. Questo finale è presente solo sul VCD e sulla versione originale di Hong Kong. Ben ritorna dal Vietnam e scopre che il suo amico traditore Paul è diventato importante. Ben fa visita a Paul durante una riunione del consiglio di amministrazione. Paul presenta Ben e fanno finta di apprezzarsi per qualche secondo. Paul dice a tutti i presenti in sala che se non fosse stato per Ben lui non sarebbe mai uscito dal Vietnam. Ben chiede a Paul perché non riconosce alcun merito a Frank. Paul farfuglia per qualche secondo e inventa delle bugie su ciò che è successo a Frank. Ben distrugge la bolla di inganni di Paul ricordandogli che a Frank spararono alla nuca. Ben mette il teschio di Frank sul tavolo e dichiara di aver mantenuto la sua promessa di riportarlo a casa. Poi Ben estrae il proiettile e lo mostra a Paul; gli chiede il motivo per cui non si sia assicurato, sparandogli, di ucciderlo. A questo punto Paul è sulla difensiva e diventa offensivo. Ben mette la testa di Paul sul tavolo ed estrae una pistola. Paul inizia a battere sul tavolo ed è ovviamente spaventato. Grida a Ben: "Non sparare!". Ben guarda il teschio di Frank sul tavolo. Poi mette a Paul la giacca sulla testa. Tutto è inframezzato da una scena in cui Paul fa la stessa cosa a Frank. Ben ha uno sguardo distante negli occhi: guarda il teschio sul tavolo e ha un flashback di quando spararono a Frank e sente nella sua testa le urla di Frank. Colpo di pistola. Lo schermo diventa nero. Titoli di coda.
33. Ben aspetta Paul nel parcheggio. Accarezza gentilmente il teschio di Frank. Quando Paul appare, Ben uccide tutti i suoi uomini. Paul esce dal garage e Ben lo insegue (1 minuto)
34. La scena delle macchine in corsa è spezzata con dei flashback dei tre amici che fanno a gara con le loro biciclette. (54 secondi)
35. Titoli di coda (1 minuto e 35 secondi)

### Versioni diverse
- Il trailer mostra delle sequenze extra, nelle quali Ben spara impugnando due pistole, che non sono presenti in alcuna versione disponibile del film. Circa 5 secondi.
- Bootleg: ha tutte le scene ad eccezione delle scene 18, 27, 32 e 36.
- VCD: è l'unica versione che contenga la scena 32.
- DVD: Mancano le scene: 1, 2, 10, 11, 12, 14, 15, 20, 21, 22, 24, 25 e 32. Il trasferimento è stato di buona qualità. Il suono, rimixato su Dolby Digital 5.1, è debole negli altoparlanti posteriori. I sottotitoli sono intercambiabili in diverse lingue, inglese compreso. Il disco si blocca in alcuni lettori a causa degli avvisi sui diritti d'autore e dei menu. Non ci sono indicazioni che questo difetto causi problemi al lettore.
- La versione tedesca del film, pur essendo vietata ai minori di 18 anni, è stata pesantemente tagliata (circa 30 minuti).
- Nel 1997 il distributore tedesco distribuì nuovamente il film in una versione non tagliata.
- "Tai Seng VHS" e l'originale "Hong Kong laserdisc" durano 120 minuti con molte scene mancanti, da notare il finale e la mancanza dei crediti finali.
- "'Made in Hong Kong" VHS dall'Inghilterra e DVD dall'Asia è la più lunga versione disponibile (legalmente). Dura 126 minuti. Il finale e i crediti di chiusura sono intatti. Mancano le scene: 1, 2, 14, 15, 20, 21, 25, e 32.
- Nel 2001, il film è stato pubblicato uncut in DVD in Germania (rated FSK 18). La scatola cita la durata di 97 min, in realtà dura 126 min (come la versione UK), mancano solamente i crediti finali.
- Il DVD del 2004 della Hong Kong Legends UK contiene la versione più lunga del film, rimasterizzata digitalmente e contiene il finale originale di Woo come bonus. Il finale originale è preso da un VCD in mandarino originale ed è di qualità bassa.
- Il bootleg ha una colonna sonora differente dalla versione di Hong Kong. È evidente nella scena 22. Lungo tutto il film la colonna sonora è leggermente diversa. Un esempio è nella scena dell'autobomba, dove si sente suonare la canzone "It's my party" dallo stereo di una macchina. La canzone si può ora sentire anche nel nuovo DVD.

## Dialoghi
In alcune versioni di "Bullet In The Head" alcune frasi non sono tradotte. Queste sono i dialoghi che sono presenti nella versione cantonese e non in altre:
- Scena 1:
  - I ragazzi sono seduti attorno al tavolo e parlano di lasciare Hong Kong. I sottotitoli scompaiono.
    - Paul: Un giorno ritornerò in Mercedes.
    - Frank: Perché?
    - Ben: Abbiamo tutto ciò di cui abbiamo bisogno.
    - Inquadratura dei ragazzi che fanno a gara con le biciclette.

  - I ragazzi urlano l'un con l'altro (è difficile dire chi dice le seguenti battute)
    - Sconosciuto 1: Chi perde paga la cena.
    - Sconosciuto 2: D'accordo.
    - Sconosciuto 1: Sei sicuro che vincerai?
    - Sconosciuto 2: Sono sicuro che perderai.
- Scena 2:
  - Paul e Jane in un prato davanti alla fabbrica.
    - Jane: I disordini stanno peggiorando. Ho tanta paura. Non so che succederà.
    - Ben: Sposami.
    - Jane: Ma siamo al verde.
    - Ben: Possiamo sposarci lo stesso. Non voglio preoccuparmi del futuro

  - I sottotitoli ricompaiono.

## Curiosità
- John Woo riscrisse buona parte della sceneggiatura per includervi la sua reazione ai fatti di Piazza Tiananmen a Pechino. Woo ha parlato di questo progetto come il suo Apocalypse Now, poiché ha avuto lo stesso effetto faticoso e stancante che il film ebbe su Francis Ford Coppola.
- Era stato pensato originariamente come prequel per il film A Better Tomorrow (a tal proposito viene infatti "riprodotto" filmicamente il racconto di uno dei personaggi del primo film a Ho di quando, durante un incarico all'estero, ha dovuto bere del whisky che in realtà era urina) ma i diverbi fra John Woo e il produttore Tsui Hark impedirono che accadesse. Woo riscrisse la sceneggiatura così come è oggi e Tsui realizzò il suo prequel, A Better Tomorrow III.
- Il costo del film fu di tre milioni e mezzo di dollari, all'epoca il budget più alto per un film di Hong Kong.
- L'equipaggiamento dell'elicottero usato al campo, era una mistura di vero equipaggiamento della Guerra del Vietnam, e di un altro film dedicato sempre a tale guerra.
- Gli esterni per il Vietnam furono girati in Thailandia, mentre gli interni furono girati a Hong Kong al Cinema City Studio. Venne ritenuto troppo costoso girare la scena del nightclub in Thailandia.
- Dopo la rottura della collaborazione con Tsui Hark, John Woo ebbe problemi a trovare finanziamenti per i suoi film; sono corse voci che Tsui (uno degli uomini più potenti del cinema di Hong Kong) avesse detto che era difficile lavorare con Woo e questo aveva portato a una lista nera virtuale. Comunque, Woo finanziò da solo quasi tutto il costo del film.
- Come il film precedente di Woo, The Killer, anche questo non ebbe buoni risultati a Hong Kong perché al pubblico non piacquero le allusioni al massacro di Piazza Tiananmen durante le scene della rivolta. Woo fu profondamente toccato dal massacro e si rammaricò di aver toccato un nervo scoperto delle persone, ma allo stesso tempo era convinto che i cinesi dovessero reagire e non nascondersi.
- Durante le riprese di alcune delle scene dei disordini, la situazione sul set era talmente caotica che John Woo fu preso dal panico ed entrò dentro varie inquadrature. In una occasione addirittura corse verso un'esplosione, il che gli causò diverse ferite alla testa.
- Simon Yam si bruciò per davvero la faccia durante la scena del campo dei prigionieri di guerra.
- Il gruppo statunitense Rage Against the Machine incise nel loro primo album una canzone intitolata "Bullet in the Head" come omaggio al film[senza fonte].